# Hietanen (sjö i Birkaland, Finland)
Hietanen är en sjö i Finland. Den ligger i Ruovesi kommun i landskapet Birkaland, i den södra delen av landet, 200 km norr om huvudstaden Helsingfors. Hietanen ligger 113,2 meter över havet. Arean är 58,2 hektar och strandlinjen är 7,71 kilometer lång. Sjön  ingår i Kumo älvs huvudavrinningsområde. 